# Goofy

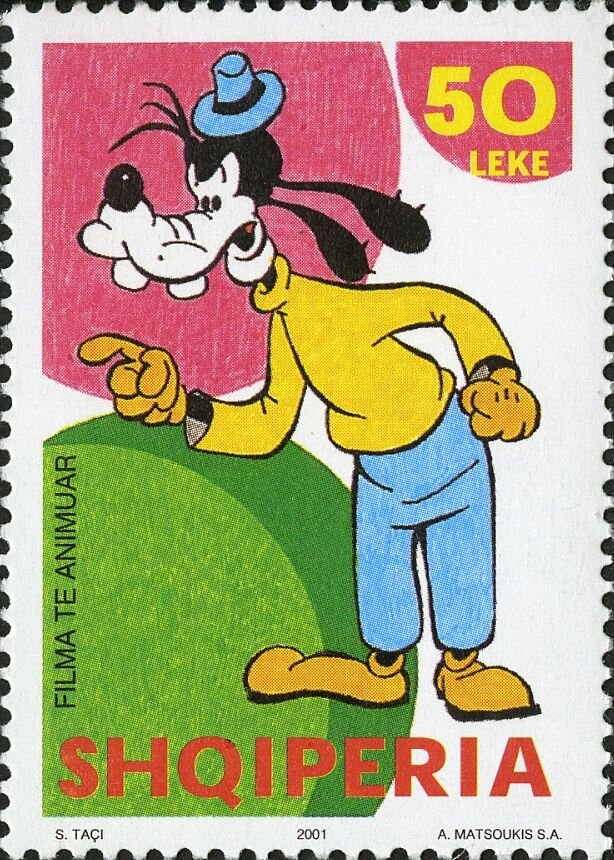
Znaczek przedstawiający Goofy'ego.

Goofy (w Gazetce Miki jako Hipolit Warkot) – postać fikcyjna, wyglądem przypominająca antropomorficznego psa, z filmów i seriali wytwórni Disney. Imię w dosłownym tłumaczeniu: Głupkowaty.
Jego przyjaciółmi są Myszka Miki i Kaczor Donald (w komiksach rzadko go spotyka), z którymi wystąpił w wielu filmach. Goofy jest zawsze chętny do pomocy, ale naiwny i fajtłapowaty (choć zdarza mu się zabłysnąć inteligencją). Jego pierwszy występ miał miejsce w 1932 roku w kreskówce Rewia Myszki Miki, gdzie pierwotnie nazywał się Dippy Dawg. Oprócz licznych krótkometrażówek Goofy wystąpił w serialu Goofy i inni oraz w kinowym przeboju Goofy na wakacjach i drugim filmie Goofy w college’u. Jest mnóstwo filmów z serii Disneya, w których możemy oglądać przygody Goofy’ego i jego przyjaciół. W polskiej wersji Goofy’emu głosu użycza Krzysztof Tyniec, chociaż wcześniej dubbingował go również Mariusz Czajka.

## Głosy Goofy’ego w oryginale
- Pinto Colvig (1932–1938, 1944–1967)
- George Johnson(inne języki) (1939–1943)
- Hal Smith(inne języki) (1967-1983)
- Tony Pope(inne języki) (1987–1988)
- Will Ryan (1986–1987)
- Bill Farmer(inne języki) (od 1986)

## Wygląd
Goofy jest antropomorficznym psem. Ma czarną skórę i jasny pysk, długie wiszące uszy, duże oczy o małych czarnych źrenicach. Ubrany jest w pomarańczowy (w filmach) lub czerwony (w komiksach) golf, czarną kamizelkę i niebieskie spodnie. Na rękach zawsze ma białe rękawiczki, a na głowie zielony (w filmach) lub niebieski (w komiksach) kapelusik. Porusza się żwawym krokiem i zawsze ma wilczy apetyt. Jego wygląd nie uległ zbyt wielkim zmianom od czasu premiery.

## Rodzina
Rodzina Goofy’ego jest bardzo duża, lecz mało znana czytelnikom komiksów. Wielokrotnie Goofy odkrywał na swoim strychu wynalazki i przedmioty swoich przodków – był to m.in. latający dywan, stary zegarek czy parasol przenoszący do świata alternatywnego. W filmach i w serialu występuje syn Goofy’ego – Max (w kreskówkach występował Goofy Junior – pierwowzór Maxa). W komiksach natomiast występuje jego siostrzeniec Gilbert, bardziej podobny do Goofy’ego niż Max. Znani są też: praprawujek James Guf 001 (Twardziel), prapraprawujek Gufivarius, babcia Goofiego – Goofonia, wujkowie Goofomir, Gufus Chip, Gufoniusz, Gufold, Gufon Łazik i Gufek (Gufunga), ciocia Genogufa oraz kuzyni Gufon Gapa (ze strony ciotki), Twin Goofs, Indiana Goofs, Goofinsky, O’Goof, Guferfield, Goofinson oraz McGoofon. W kreskówkach i komiksach z roku 1950 nazywa się George G. Geef i przedstawiały go jako głowę rodziny, pojawiała się również jego żona (jej imię nie jest znane; nigdy jej twarz nie była widoczna), która później zmarła lub zginęła w nieznanych okolicznościach. W późniejszych serialach, filmach i obecnych komiksach Goofy jest więc przestawiany jako wdowiec.

## Lista kreskówek w wersji solo
Rok 1939:
1. Goofy i Wilbur (Goofy and Wilbur)
Rok 1940:
2. Szybowiec Goofy’ego (Goofy’s Glider)
Rok 1941:
3. Pogromca kufra (Baggage Buster)
4. Sztuka jazdy na nartach (The Art of Skiing)
5. Sztuka samoobrony (The Art of Self Defense)
6. Jak jeździć konno (How to Ride a Horse)
Rok 1942:
7. Jak grać w baseball (How to Play Baseball)
8. Mistrz olimpijski (The Olympic Champ)
9. Nauka pływania (How to Swim)
10. Jak łowić ryby (How to Fish)
Rok 1943:
11. Gaucho (El Gaucho Goofy) – fragment z filmu Saludos Amigos
12. Victory Vehicles
Rok 1944:
13. How to Be a Sailor
14. Jak grać w golfa (How to Play Golf)
15. Jak grać w futbol amerykański (How to Play Football)
Rok 1945:
16. Nie drażnić tygrysa (Tiger Trouble)
17. Dziennik z Afryki (African Diary)
18. Albo do Kalifornii, albo do nikąd (Californy’er Bust)
19. Zabójczy hokej (Hockey Homicide)
Rok 1946:
20. Dzień dla rycerza (A Knight for a Day)
21. Podwójne kozłowanie (Double Dribble)
Rok 1947:
22. Nieudane polowanie (Foul Hunting)
Rok 1948:
23. Bomba w górę (They’re Off)
24. Wielkie mycie (The Big Wash)
Rok 1949:
25. Rakieta tenisowa (Tennis Racquet)
26. Trening Goofy’ego (Goofy Gymnastics)
Rok 1950:
27. Szaleństwo motoryzacji (Motor Mania)
28. Tak trzymaj (Hold That Pose)
Rok 1951:
29. Lew i hamak (Lion Down)
30. Własnoręcznie zbudowany dom (Home Made Home)
31. Wojna z wirusem (Cold War)
32. Od jutra dieta (Tomorrow We Diet!)
33. Jak szybko zbić forsę (Get Rich Quick)
34. Ojcowie to też ludzie (Fathers Are People)
35. Rzuć palenie (No Smoking)
Rok 1952:
36. Lew tatusia (Father’s Lion)
37. Witaj Aloha (Hello, Aloha)
38. Najlepszy przyjaciel człowieka (Man’s Best Friend)
39. Szeryf Goofy (Two Gun Goofy)
40. Nauczyciele to też ludzie (Teachers Are People)
41. Wymarzony urlop (Two Weeks Vacation)
42. Jak zostać detektywem (How to Be a Detective)
Rok 1953:
43. Wolny dzień taty (Father’s Day Off)
44. Weź byka za rogi (For Whom the Bulls Toil)
45. Weekend taty (Father’s Week-End)
46. Jak tańczyć (How to Dance)
47. Jak spać (How to Sleep)
Rok 1961:
48. Zapaleni wodniacy (Aquamania)
Rok 1965:
49. Autostradofobia (Freewayphobia)
50. Goofy’s Freeway Troubles – ostatnia kreskówka z Goofym ze złotej ery
Rok 2007:
51. Jak podłączyć kino domowe (How to Hook Up Your Home Theater) – najnowsza kreskówka z Goofym
Rok 2011:
52. Checkin’ In With Goofy – kreskówka dostępna tylko w Internecie, czyli webtoon reklamowy